# 대한민국 형사소송법 제100조의2
대한민국 형사소송법 제100조의2는 출석보증인에 대한 과태료에 대한 형사소송법의 조문이다.

## 조문
제100조의2(출석보증인에 대한 과태료) ① 법원은 제98조제5호의 조건을 정한 보석허가결정에 따라 석방된 피고인이 정당한 사유 없이 기일에 불출석하는 경우에는 결정으로 그 출석보증인에 대하여 500만원 이하의 과태료를 부과할 수 있다.
②제1항의 결정에 대하여는 즉시항고를 할 수 있다.
[본조신설 2007.6.1.]

## 참고 문헌
- 손동권 신이철, 새로운 형사소송법(초판, 2013), 세창, 2013. ISBN 9788984114081